# نجات إشلر
نجات إشلر (بالتركية: Nejat İşler)‏ ممثل تركي من مواليد 29 فبراير عام 1972 في مدينة إسطنبول.
بدأ الفنان نجات حياته العملية وتنقل في وظائف مختلفة قبل أن يقرر دراسة فن التمثيل، وبالفعل شارك في مسرح الدولة وبعض المسلسلات التلفزيونية خلال فترة تعليمه، في عام 1995، وبعد تخرجه استطاع نجات تأسيس مسرح بمساعدة اثنين من أصدقائه.

## موهبته في الكتابة والتأليف
ظهرت مواهب نجات حين قام بكتابة النصوص للأعمال التي يؤديها، كما نشر ثلاثة كتب منها «غربة مدينة الحكايات» و«نحن والرجال البائسون»، و«الوحدة حبيبي السري».

## الجوائز
رشح نجات لنيل جائزة أفضل ممثل من خلال جائزة أنطاليا الذهبية، أول دور له كان في مسلسل «الكبرياء»، وفي عام 1999 بدأ أول ظهور له في السينما مع فيلم «إيلول فيرتناسي»، وتبعه ذلك مع «مصطفى هاكنده هيرسي»، وقد قدم العديد من الأفلام منها؛ «العيون المسروقة»، و«حافة الجنة»، و«البار» و«البيض».

## أعماله
شارك الممثل نجات في العديد من الأعمال التلفزيونية أهمها الحفرة في عام 2019 "Bıçak Sırtı " و"Elveda Rumeli" في عام 2007، و"Beyaz Gelincik" في عام 2005، و"Aliye" و"Şeytan Ayrıntıda Gizlidir" في عام 2004.

## المصدر
موقع قناة mbc4

## روابط خارجية
- نجات إشلر على موقع IMDb (الإنجليزية)
- نجات إشلر على موقع روتن توميتوز (الإنجليزية)
- نجات إشلر على موقع قاعدة بيانات الأفلام العربية
- نجات إشلر على موقع قاعدة بيانات الأفلام العربية
- نجات إشلر على موقع ألو سيني (الفرنسية)
- نجات إشلر على موقع أول موفي (الإنجليزية)
- نجات إشلر على موقع قاعدة بيانات الأفلام السويدية (السويدية)
- نجات إشلر على موقع قاعدة بيانات الفيلم (الإنجليزية)
- نجات إشلر على موقع كينوبويسك (الروسية)